# Михаил Неводчиков
Михаил Василиевич Неводчиков (на руски: Михаил Васильевич Неводчиков) е руски търговец, геодезист, картограф, изследовател на Алеутските о-ви.

## Биография
Роден е през 1706 година в Тоболск, Тюменска губерния, Руска империя.
В периода 1740 – 1742 работи като геодезист във 2-ра Камчатска експедиция. През 1742 г. участва в плаването на Мартин Петрович Шпанберг към Япония, а през 1744 в плаването на Василий Андреевич Хметевски, с когото картира 600 км от западното крайбрежие на п-ов Камчатка.
На 19 септември 1745 г. на кораба „Евдокия“ отплава от Камчатка на югоизток и открива Близките о-ви, в т.ч. Атту (173º и.д.), Агату (173º 35` и.д.) и о-вите Семичи (174º и.д.) от Алеутските о-ви и им съставя първата карта. На остров Атту Неводчиков и екипажът му ловуват до есента на 1746 г. На обратния път корабчето, с което плават, е отнесено от буря на северозапад към остров Карагински (покрай североизточното крайбрежие на Камчатка), където на 30 октомври 1746 се разбива в крайбрежните скали. Екипажът се спасява и презимува сред местните жители, като по време на зимуването умират от глад и скорбут няколко моряци. През лятото на 1747 Неводчиков с оцелелите моряци с лодки се завръщат в Нижнекамчатск, като донасят над 1300 боброви кожи.
По-късно по обвинение в убийство на Близките о-ви Неводчиков, заедно с още няколко други участници в плаването, е предаден на съд, но е оправдан. По време на следствието за първи път се среща името на островите „Алеутски острови“. През 1751 г. съставя първата карта на Близките о-ви.
През 1752 г. е назначен като унтер-офицер в командването на охотското пристанище. През следващата година полага успешен изпит за щурман. От 1769 до 1771 командва кораба „Свети Павел“ между Охотск и Камчатка. След това в Охотск обучава ученици по картография и рисуване и участва в картирането на река Уля.

## Памет
Неговото име носят:
- залив Неводчиков (52°47′ с. ш. 172°51′ и. д. / 52.783333° с. ш. 172.85° и. д.), на южното крайбрежие на остров Атту, от Алеутските о-ви;
- нос Неводчиков, на източния бряг на п-ов Камчатка, Авачинска губа.